# Teca esterna
La teca follicolare esterna è un tipo di membrana disposta esternamente ad avvolgere il follicolo ovarico. È presente già nel follicolo secondario insieme alla teca interna che collabora con le cellule della zona granulosa nella secrezione di estrogeni nella fase preovulatoria ed estrogeni e progesterone nella fase postovulatoria.
È costituita da abbondante collagene e da fibre muscolari lisce.

## Fisiologia
Grazie alla sua componente muscolare che va in contrazione, durante la fase ovulatoria del ciclo ovarico (che coincide nel ciclo mestruale con il passaggio da fase proliferativa alla fase secretiva ed avviene all'incirca durante il 14. giorno, con un picco di LH secreto dall'adenoipofisi) permette la fuoriuscita dell'ovocita dal follicolo.